# Pillbox (Kavität)
Eine Pillbox (englisch für Tablettenschachtel) oder Keksdose ist ein kreiszylindrischer Hohlraumresonator mit leitenden Wänden. In der Hochfrequenztechnik kommt ihm eine große Bedeutung als einfache Modellkavität zu.

## Analytische Betrachtung
Die idealisierte Pillbox lässt sich analytisch mithilfe der Maxwellgleichungen berechnen. Die Wellengleichungen für das elektrische und magnetische Feld lauten
{\displaystyle \square {\vec {E}}=\left({\frac {\partial ^{2}}{c^{2}\partial t^{2}}}-\Delta \right){\vec {E}}=0}
{\displaystyle \square {\vec {B}}=\left({\frac {\partial ^{2}}{c^{2}\partial t^{2}}}-\Delta \right){\vec {B}}=0}
Im Falle der Kreissymmetrie notiert man den Laplace-Operator in Zylinderkoordinaten und findet radiale Besselfunktionen {\displaystyle J_{n}(r)} als Lösungen. Mithilfe der Randbedingungen der Pillbox (metallische Wand) findet man die zulässigen Moden in der Pillbox.

## Moden

Definition der Zylinderkoordinaten

Wie in (Hochfrequenz-)Resonatoren üblich, unterscheidet man bei Pillbox-Kavitäten typischerweise zwischen TE-Moden (transversal-elektrische Moden) und TM-Moden (transversal-magnetische Moden). In Verbindung mit drei Indizes wird dadurch die Schwingung in der Pillbox eindeutig charakterisiert. Die übliche Notation folgt dem Schema {\displaystyle \mathrm {TE} _{mnp}}; jeder ganzzahlige Index m, n oder p gibt die Anzahl der Knotenlinien des Feldes in der entsprechenden Koordinatenrichtung an. In der Pillbox mit Radius {\displaystyle R} und Höhe {\displaystyle L} sind diese Koordinatenrichtungen durch die Zylinderkoordinaten definiert als Azimutrichtung m (mit {\displaystyle 0\leq \Phi \leq \pi }), Radialrichtung n (mit {\displaystyle 0\leq r\leq R}) und Axialrichtung p (mit {\displaystyle 0\leq z\leq L}).

## Anwendung
Reine, rundum geschlossene Pillboxen werden hauptsächlich in der Lehre betrachtet. Eine praktische Anwendung ist der Absorptionsfrequenzmesser (Wellenmesser). Viele Resonatortypen der Beschleunigerphysik (siehe Linearbeschleuniger) lassen sich angenähert als zylindersymmetrische, pillboxähnliche Resonatoren beschreiben. Beispiele sind etwa elliptische Resonatoren.